# Ion Andreescu
Ioan Andreescu (n. 15/27 februarie 1850, București, Țara Românească – d. 22 octombrie/3 noiembrie 1882, București, România) a fost un pictor și pedagog român, ales post-mortem ca membru plin al Academiei Române în 1948.

## Biografie
Ioan Andreescu s-a născut în anul 1850, într-o familie de condiție bună, fiind primul din cei șapte copii. A fost fiul lui Andrei Dobrescu și al Anastasiei Pencovici. Nu se știe exact, dacă a fost născut în București sau pe vreo proprietate a părinților situată la o oarecare distanță de oraș.  În condica bisericii Olteni, biserică demolată în 1987, figurează doar actele ultimilor trei frați, Cleopatra, Dumitru, Petre. Tatăl său, Andrei Dobrescu, era comerciant de băuturi și avea un han în Mahalaua Staicului. 
A urmat pe rând cursul primar la pensionul particular al lui Andreas Apostolas, în 1863 gimnaziul „Lazăr” din București, apoi la Colegiu „Sfântu Sava”. 
Începând din 1869 urmează „Școala Națională de Arte Frumoase”, recent înființată (1864), condusă de Theodor Aman.
În 1872 devine profesor la catedra de desen liniar și caligrafie a Seminarului episcopal din Buzău. În 1873 se transferă la gimnaziul comunal „Tudor Vladimirescu”, apoi, în 1875, la școala de meserii din aceeași localitate.
La sfârșitul anului 1878 pleacă la Paris, unde frecventează cursurile academiei private de artă Académie Julian. Verile pictează la Barbizon (unde se întâlnește cu Nicolae Grigorescu) și în alte așezări rurale. O biografie ingrată, scurtă, desfășurată sub semnul unei condiții modeste și a bolii, caracterizată mai degrabă prin absența evenimentelor, printr-o descoperire târzie a necesității exprimării artistice, a vocației, în sensul profund al cuvântului, dublează o operă nu numai importantă ca extensie, dar definitivă, matură, constituită fără ezitări și tribulații.
Profesor de desen într-un oraș provincial, liniștit până dincolo de banalitate, Andreescu se dedică picturii cu o fervoare pe care nimic din atitudinea sa anterioară nu părea s-o anunțe. Pictura apare la tânărul solitar, înclinat spre meditație, ca iruperea unei nevoi de comunicare, de exprimare, consumată superior și fără veleitățile publicității. Caracterul de introspecție, tensiunea de autoexprimare vor fi atributele întregii sale arte, remarcabil de unitare, dealtfel, ca sentiment, atitudine și calitate. Contactul cu arta românească a timpului nu i-a lipsit, dar importanța unei confruntări cu problematica limbajului, tot mai ferm aduse în prim-plan de arta europeană a epocii, nu trebuie neglijată. Deși de la început lucrările pictorului român au decizia și consistența operei autentice, în ultimii ani ai șederii în Franța el apare clarificat, stăpân pe mijloace, construind spațiile cu subtilitatea cromatică pe care o dă doar desăvârșita dezinvoltură tehnică.
S-a stins din viață la 22 octombrie 1882, la 32 de ani, de ftizie.

## Opere

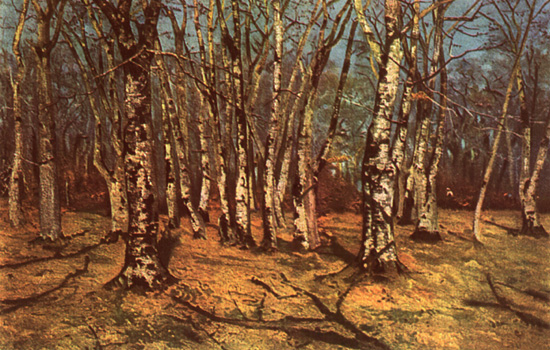
Pădure de fagi

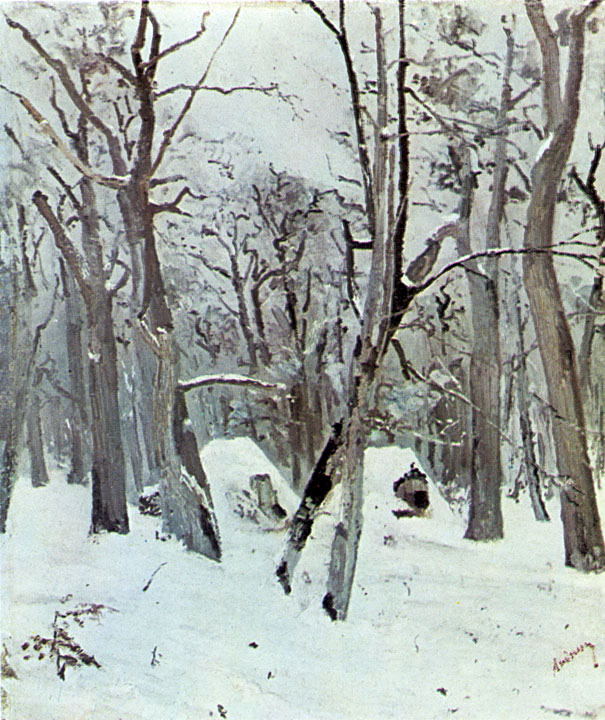
Păduri iarna

Interesat în egală măsură de diferite genuri ale picturii, Andreescu creează peisaje, portrete și naturi statice.

### Peisaje

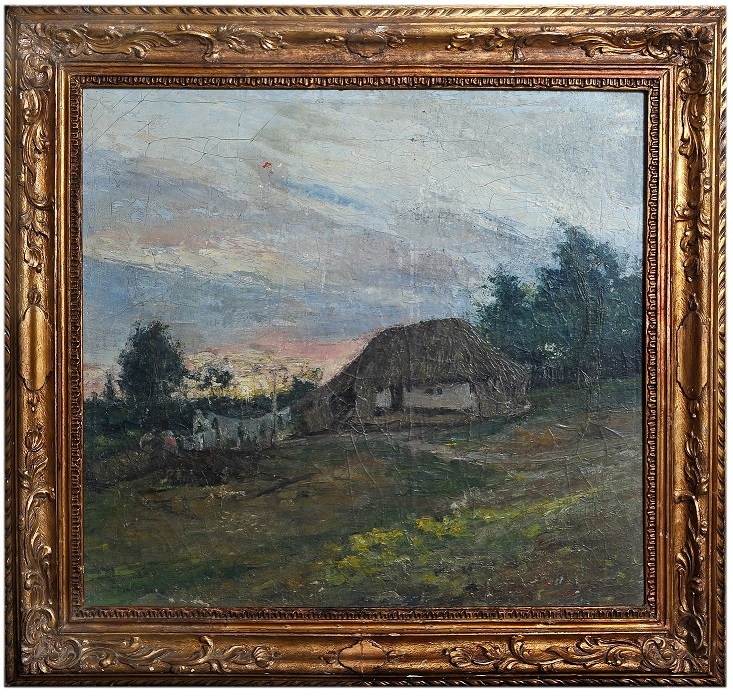
Marginea satului la apus de soare

- Marginea satului la apus de soareMargine de pădure;
- Pomi înfloriți;
- Stânci și mesteceni;
- Marginea satului la apus de soare;
- Câmp;
- Pădure de fagi;
- Mesteceni la marginea bălții;
- După ploaie;
- Casă de ciurari;
- Iarna la Barbizon;
- Stâncile de la Apremont;

### Portrete
- Țărancă cu broboadă verde;
- Țărancă cu traistă;
- Broboadă roșie;
- Autoportret

### Naturi statice
- Rațe;
- Coacăze;
- Felii de pepene;

## Stejarul

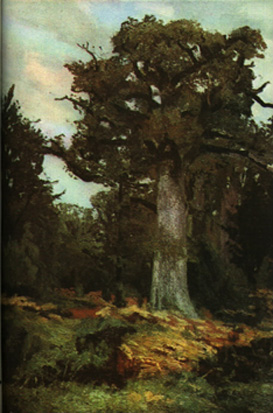
Stejarul

În „Stejarul” una din capodoperele sale, regăsim întreaga emoție, patosul reținut, temperat de melancolie al artistului. Compoziția, bazată pe contrapunctul dintre masele solide ale vegetației și cerul adânc, este dominată de verticala impunătoare a copacului. Mișcarea pe care diferențele de cald și rece ale tonurilor o imprimă materiei, demonstrează o rafinată știință a construcției plastice. Fără ambiția de a nega ierarhii valorice și cronologice, putem afirma că este primul pictor român cu adevărat modern, fiind în același timp unul dintre punctele de referință atunci când vorbim despre tradiția artei noastre.

## Aprecieri
"Printre pictorii români, cu siguranță nu există personalitate mai atrăgătoare ca a lui Andreescu și destin mai plin de înțelesuri ca al său. El, de fapt, a orientat definitiv arta românească". Cuvintele acestea, aparținând lui Jacques Lassaigne, unul dintre criticii de artă francezi care s-a ocupat cu pasiune și interes de arta românească, par a fi revelatoare pentru locul deținut de Andreescu în dezvoltarea artei românești moderne și, în egală măsură, pentru modul cum a pătruns marele pictor în circuitul valorilor europene.
„Stejarul lui Andreescu” încă mai rezistă vremurilor și se găsește în parcul Crâng din Buzău. El se află în partea stângă cum se merge spre obelisc dinspre poarta Crângului. Botaniști și iubitori de natură îl îngrijesc pentru a-i prelungi viața.

## Galerie

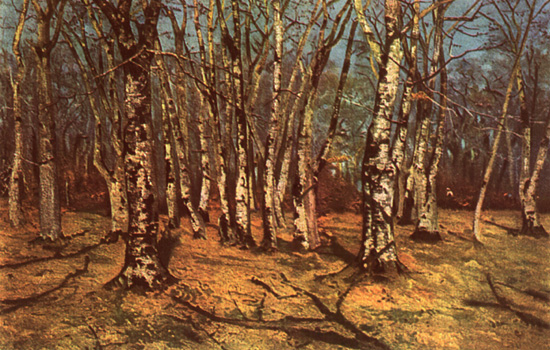
Pădurea de fagi
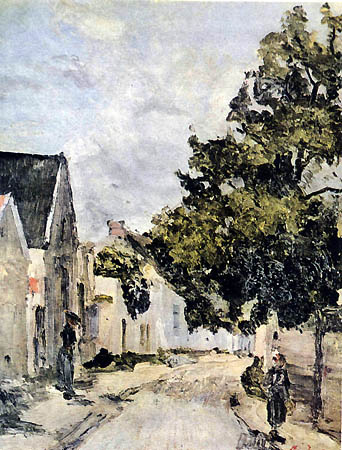
Strada în Barbizon în timpul verii
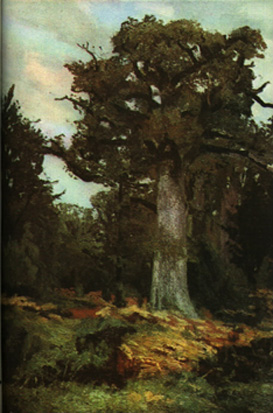
Stejarul
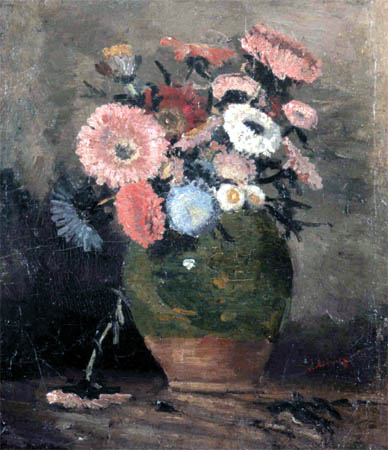
Crizanteme
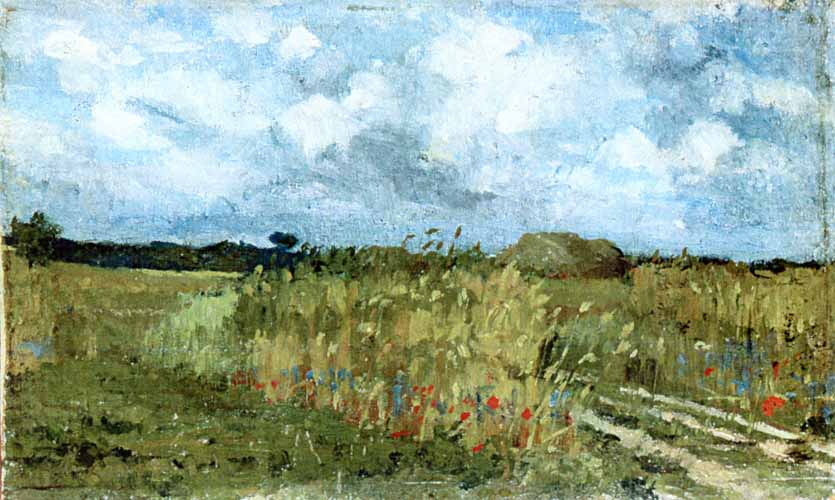
Câmp înflorit
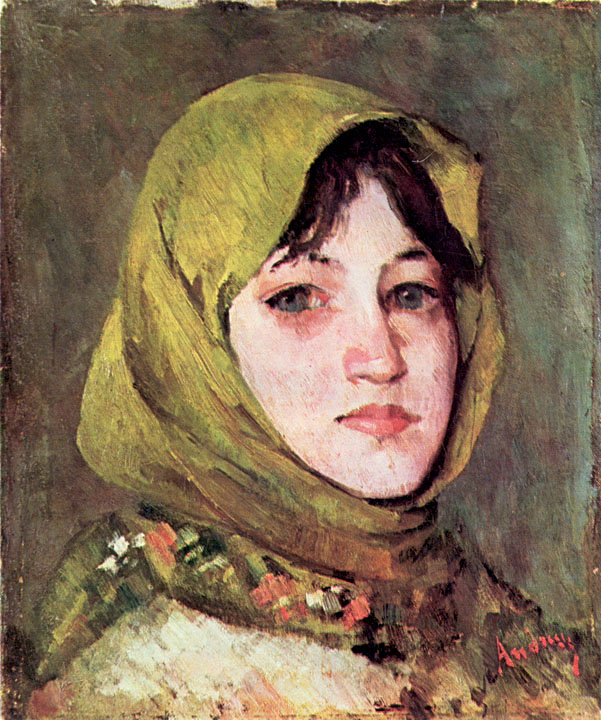
Țărăncuță cu basma verde
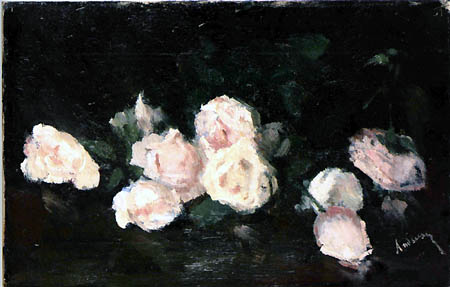
Trandafiri
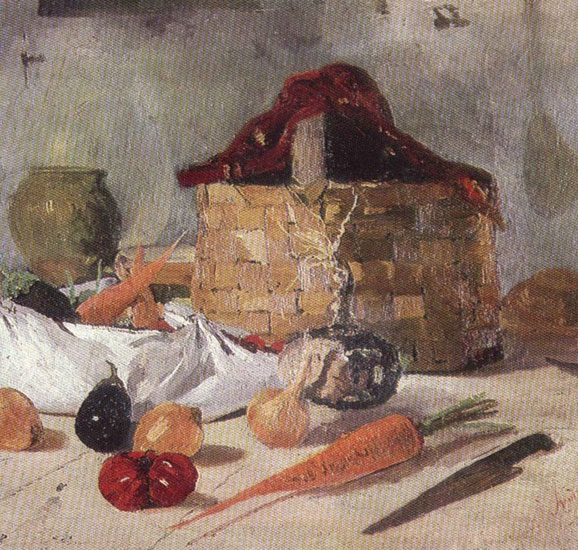
Natură moartă